# Eskulap
Az Eskulap egy azeri beatzenei és rockzenei együttes volt 1966 és 1972 között. A maga idejében a környék egyik legnépszerűbb együttese volt, számos szovjet zenei díjat szereztek.   

## Tagok
- Eldar Bağırov — vokál
- Murad Vəzirov — vokál
- Vais Səmədov — vokál
- Əli Babayev — zongora
- Cəbrayıl Məstanov — szólógitár
- Abbas Vəlibəyov — basszusgitár
- Emin Seyidəliyev — dob
- Mehdi Əliyev — szaxofon
- Fuad Vəlibəyov — orgona

## Fordítás
- Ez a szócikk részben vagy egészben  az   Eskulap (qrup) című azeri Wikipédia-szócikk ezen változatának fordításán alapul.  Az eredeti cikk szerkesztőit annak laptörténete sorolja fel. Ez a jelzés csupán a megfogalmazás eredetét és a szerzői jogokat jelzi, nem szolgál a cikkben szereplő információk forrásmegjelöléseként.